# Bandera de Singapur
La bandera de Singapur se adoptó en el año 1959, el año en que Singapur se convirtió en territorio autónomo dentro del Imperio británico, pero continuó siendo la bandera nacional tras la independencia del país el 9 de agosto de 1965, El diseño es un bicolor horizontal de rojo sobre blanco, superpuesto en el cantón (cuadrante superior izquierdo) por una luna menguante blanca frente a un pentágono de cinco pequeñas estrellas blancas de 5 puntas. Los elementos de la bandera denotan una nación joven en ascenso, fraternidad e igualdad universales e ideales nacionales.

## Otras banderas

Bandera naval. Proporciones 1:2.
Pabellón civil. Proporciones 1:2.
Bandera presidencial
Bandera del Estado, uso no militar, para la Guardia Costera. Proporciones 1:2

## Banderas históricas

Bandera de las Colonias del Estrecho de 1874 a 1925
Bandera de las Colonias del Estrecho de 1925 a 1946
Bandera de Singapur en las Colonias del Estrecho desde principios del siglo XX
Bandera de Singapur entre 1946 y 1952.
Bandera de Singapur entre 1952 y 1959.

## Banderas similares

Bandera de Indonesia
Bandera de Mónaco
Bandera de Polonia